# 傑爾加奇區 (烏克蘭)

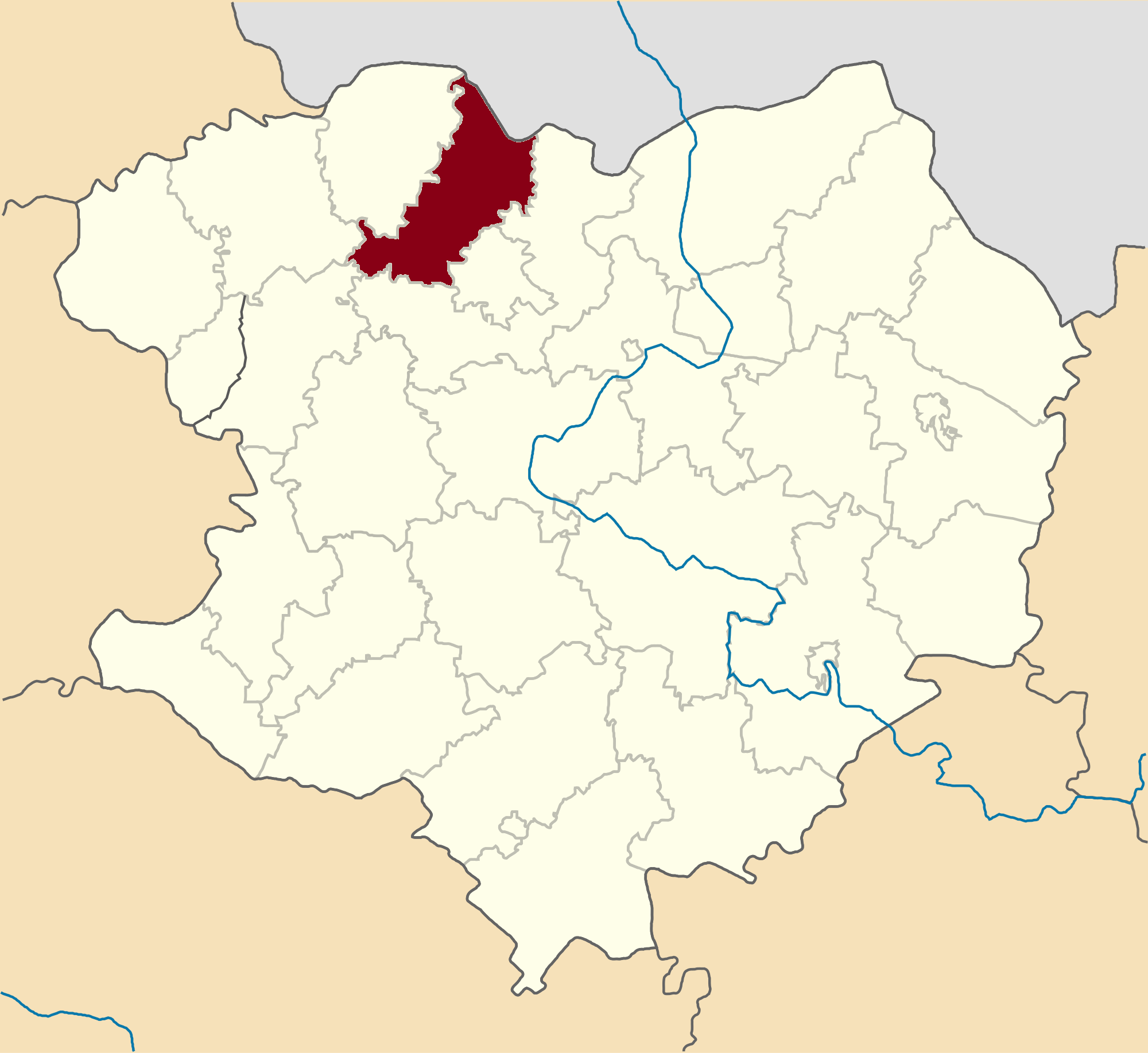
該區在哈爾科夫州的位置

傑爾加奇區（烏克蘭語：Дергачівський район）曾是烏克蘭的一個區，位於該國東部的俄乌边境，由哈爾科夫州負責管轄，区府为傑爾加奇，面積900平方公里，2013年人口95,000，人口密度每平方公里105.4人。此區與俄羅斯聯邦別爾哥羅德州的鮑里索夫卡區（Борисовский район）接壤。
该区在2020年7月18日的乌克兰行政区划改革中被撤销，改革后哈爾科夫州下分为7个区，該區合并至哈爾科夫區。